# David Hume
David Hume (Edimburgo, 7 de mayo de 1711-Edimburgo, 25 de agosto de 1776)fue un filósofo, historiador, economista y ensayista escocés. Constituye una de las figuras más importantes de la filosofía occidental moderna y de la Ilustración escocesa. Es conocido por su sistema filosófico altamente influyente en el empirismo, escepticismo y naturalismo. Sus obras principales son: Tratado de la naturaleza humana (1739) e Investigación sobre el entendimiento humano (1748). 
Hume estuvo fuertemente influido por los empiristas John Locke y George Berkeley, así como por varios escritores franceses como Descartes, Malebranche, Pierre Bayle y el barón d'Holbach, y algunas figuras del panorama intelectual anglófono como Isaac Newton, Samuel Clarke, Francis Hutcheson y Joseph Butler. Hume se esforzó por crear una ciencia naturalista del hombre que examinara la base psicológica de la naturaleza humana. Hume argumentó en contra de la existencia de ideas innatas, postulando que todo el conocimiento humano se deriva únicamente de la experiencia.
Argumentó que el razonamiento inductivo y la creencia en la causalidad no pueden justificarse racionalmente; en cambio, son el resultado de la costumbre y el hábito mental. Este problema de la inducción significa que para sacar cualquier inferencia causal de la experiencia pasada es necesario presuponer que el futuro se parecerá al pasado, una presuposición que no puede fundamentarse en la experiencia previa. Un oponente de los racionalistas, Hume sostuvo que «la razón es, y debe ser solo la esclava de las pasiones».
Hume fue un emotivista. Sostuvo que la ética se basa en las pasiones o el sentimiento más que en un principio moral abstracto. Se considera ser el primero en exponer el problema de deducir oraciones normativas a partir de oraciones descriptivas (ver Problema deber-ser). Hume también negó que los humanos tengan una concepción real del yo, postulando que experimentamos solo un conjunto de sensaciones, y defendió el determinismo causal como totalmente compatible con la libertad humana. Sus puntos de vista sobre la filosofía de la religión, incluido su rechazo de los milagros y el argumento del diseño de la existencia de Dios, fueron especialmente controvertidos para su época.
David Hume influyó en el utilitarismo, el positivismo lógico, la filosofía de la ciencia, la filosofía analítica, la ciencia cognitiva, la teología y otros movimientos. Immanuel Kant, por ejemplo, atribuía a Hume el haber supuesto un estímulo para su pensamiento filosófico que lo habría despertado de su «sueño dogmático» de la razón.

## Biografía
David Hume nació en Edimburgo (Escocia) el 7 de mayo de 1711 en una familia perteneciente a la pequeña nobleza de la frontera con Inglaterra. Fue el menor de tres hermanos. Su padre, abogado, falleció en 1714 cuando David era aún pequeño y su madre se fue entonces a vivir a Ninewells para criar a sus hijos con su cuñado. En 1722 entró en el Colegio de Edimburgo, donde tuvo por profesores a discípulos de Newton y leyó a los poetas latinos y a los escritores ingleses.
Su familia lo destinó a hacer la carrera de Derecho, aunque desde muy joven supo que quería dedicarse a la Filosofía. Él mismo lo relata en su autobiografía My own life, que escribió cuatro meses antes de su muerte:

Seguí el itinerario normal de educación con éxito, y ya a muy corta edad caí preso de una gran pasión por las letras que se ha convertido en la tendencia dominante en mi vida y en la fuente principal de mis satisfacciones.

En la primera carta que se conserva suya, que escribió con 16 años, Hume ya habla de la posibilidad de "investigar el espíritu humano". Así que, hastiado por los estudios de leyes, pasó un periodo de crisis en 1734 que evoca en una carta a John Arbuthnot. Se trataba de una «insuperable aversión hacia toda cosa salvo los estudios de filosofía y el saber en general». Rehusando así ser abogado, marchó a Bristol para intentar ganarse la vida con el comercio antes de viajar a Francia y permanecer allí casi tres años, residiendo primero en Reims y luego en La Flèche (actual Sarthe) entre 1735 y 1737. Ya con 26 años acabó de redactar su Tratado de la naturaleza humana. La lectura de John Locke y del obispo y filósofo irlandés George Berkeley y su distinción entre razón y sentidos había despertado su crítica al concepto de causalidad, y Hume llevó aún más lejos sus principios intentando demostrar que la razón y sus juicios son meras asociaciones habituales de diferentes sensaciones o experiencias.
De vuelta a Londres (1737) publica sin nombre de autor los dos primeros libros de esta obra en enero de 1739, sin despertar atención alguna. Su decepción fue muy grande y en su Autobiografía comentó de este primer trabajo que «nació muerto a causa de la prensa». En realidad, le hicieron varias reseñas, si bien ninguna alcanzó a comprender las tesis de Hume ni la amplitud de sus propósitos, tal vez por el estilo abstruso que había adoptado. Sin embargo, esto sirvió para que el filósofo apercibiera la importancia de ser bien comprendido por su público, de forma que reescribió en un estilo menos abstracto sus ideas para explicarse con mayor claridad y extensión, abandonando el género del tratado sistemático y adoptando los más literarios del diálogo y del ensayo (afinado este por sus contemporáneos Steele y Addison) para exponer su pensamiento. Aplicó ese estilo y géneros también a sus otros libros, que desde entonces tuvieron como propósito principal aclarar las ideas condensadas y anticipadas en los tres volúmenes de esta obra. Por ello Hume rehusó que el Tratado formara parte de sus Obras completas, si bien esta renuncia no impidió que su primer libro sea hoy una de las obras más importantes de la filosofía occidental. 
Tras el fracaso del Tratado, Hume volvió con su familia a Escocia en 1739, llevando una vida frugal y morigerada; conoció a su pariente lejano, el ilustrado y liberal juez del Tribunal Supremo de Escocia Henry Home, lord Kames, quien llegó a ser, en palabras de David, su mejor amigo, y comenzó además una relación epistolar con Francis Hutcheson. Publicó en 1740 un Resumen del Tratado de la naturaleza humana y luego, en otoño, se animó a publicar también el libro III del Tratado así como un Apéndice. En ese mismo año conoció también al famoso economista Adam Smith, en quien tanto habían de calar sus ideas. Publicó la primera parte de sus Ensayos morales y políticos (compuesto de 15 textos) en 1741 en Edimburgo y la obra fue un éxito, siendo objeto de una segunda edición en 1742 aumentada con 12 textos nuevos.
En 1744 su candidatura a la cátedra de moral y filosofía pneumática de la Universidad de Edimburgo fue rechazada a causa de los enemigos que su pensamiento radical le había granjeado. Sobre todo fue por el presunto ateísmo que contendrían las tesis del Tratado. El filósofo respondió con una Carta de un caballero a su amigo de Edimburgo en la que se niega a sí mismo cualquier rechazo de la idea de Dios.
Ese mismo año devino preceptor de George Vanden-Bemp, III marqués de Annandale (1720-1792), cuya salud mental se degradaba poco a poco, y en 1746 se convirtió en secretario del general James Saint-Clair (1688-1762), pariente suyo por demás, y viajó con él y con sir Harry Erskine en una misión diplomática a Viena y a Turín en 1748. A causa de este viaje se despertó en Hume un interés por la historia que todavía tardó unos años en florecer; publicó sin embargo en ese año sus Investigaciones sobre el entendimiento humano (más tarde bautizadas Encuesta sobre el entendimiento humano), sin suscitar apenas interés. Sin embargo, en esta obra, inspirándose en el ocasionalismo de Malebranche, creaba una epistemología para la cual el contenido de las leyes que rigen nuestro mundo no puede deducirse o plantearse a priori, como con una deducción lógica o una proposición matemática; se descubre solo por la constatación a posteriori (desde la experiencia, desde el empirismo) de ciertas correlaciones. La observación experimental de estas correlaciones permite seguidamente precisar el contenido de estas leyes.
Volvió a Escocia en 1749; escribió sus Discursos políticos y sus Investigaciones sobre los principios de la moral (más tarde rebautizados Encuesta sobre los principios de la moral). Este último rehacía parcialmente y reformulaba ciertos puntos ya abordados en el Tratado de la naturaleza humana. Su reputación de filósofo comenzaba entonces a expandirse. En 1751 volvió a Edimburgo y publicó en 1752 sus Discursos políticos, que fueron bien acogidos. Sin embargo, en Londres sus Investigaciones sobre los principios de la moral se recibieron con indiferencia.
En 1752 logró el trabajo de bibliotecario del Colegio de abogados de Edimburgo y se embarcó en la escritura de una Historia de Inglaterra en seis volúmenes. El primero, consagrado a los Estuardo, fue viva y unánimemente criticado; el segundo (1756) estudiaba el periodo posterior a la muerte de Carlos I de Inglaterra hasta la Revolución Gloriosa de 1688; en 1759 publicó el consagrado a los Tudor. La serie concluyó en 1761 con los dos últimos volúmenes, encontrando en conjunto, al principio, un éxito limitado, ya que Hume había evitado dejarse llevar por los prejuicios contemporáneos, aunque después, y poco a poco, se transformó en un auténtico éxito, ganándole un prestigio solo por debajo del de Edward Gibbon antes de que surgiera la gran figura de Thomas Macaulay. La novedad que aportaba, fuera de esa gran imparcialidad, fue ampliar el ámbito de la historia al incluir en ella los adelantos culturales, científicos y artísticos de cada época, si bien llamó a los poetas del XVII, conforme a los principios estéticos y morales de su época, "genios pervertidos por la indecencia y el mal gusto, aunque ninguno más que Dryden". Entretanto había publicado en Londres su Historia natural de la religión (1757). Entonces, creyendo acabada su obra, se retiró entonces al campo, soñando con un retiro apacible.
Pero de él le sacó la oferta de un puesto de secretario en la Embajada de Francia por parte del Conde de Hertford (1763) y marchó a París. En 1767 pasó a ser el encargado de negocios. Aprovechó entonces para frecuentar a los philosophes enciclopedistas de la Ilustración y el salón de Madame d'Épinay (1726-1783), a quien le pareció un hombre eminente, pero soso y sin conversación, al menos con las damas. Abandonó estas funciones en 1766 para ser nombrado subsecretario de Estado en Londres, y volvió a Inglaterra en compañía de Jean-Jacques Rousseau, a quien admiraba y había invitado a Inglaterra, para librarle del acoso que sufría en tierras galas, pero con quien convivió difícilmente a causa de la paranoia que aquejaba al final de su vida al genial suizo, a quien, sin embargo, le consiguió una pensión otorgada por el rey de Inglaterra; estos desencuentros y desavenencias entre ambos filósofos fueron seguidos con cierto morboso interés por toda la Europa ilustrada.
Los años siguientes los repartirá entre su Escocia natal y Londres, donde ocupó el cargo de subsecretario de Estado para el Departamento septentrional; sin embargo, la joya de la Ilustración escocesa no había dejado nunca de escribir y, en 1768, se dedicó a corregir una reedición de su Historia de Inglaterra, la obra que más fama y reconocimiento le dio en vida. Al año siguiente volvió a Edimburgo.
A partir de 1775 comenzó a sentir los efectos de un tumor intestinal, y un año más tarde falleció a la edad de sesenta y cinco años. Junto a él, en su lecho de muerte, se encontraba su amigo Adam Smith, quien contó cómo Hume bromeaba imaginando qué excusa dar a Caronte cuando se lo encontrara.
Se atrevía a tratar la materia de forma liviana un hombre convencido en verdad de su inminente fallecimiento y por demás satisfecho de que la muerte no fuera más que simple aniquilación.
Sabedor del poco tiempo que le quedaba, Hume escribió una corta noticia autobiográfica algo antes de su deceso (My own life). En ella, esforzándose por guardar un tono objetivo, describe en especial cómo incrementó progresivamente su patrimonio y pasó de una relativa pobreza a una cierta opulencia. Termina con un análisis de su carácter: «Dulce, dueño de sí mismo, de un humor alegre y social, capaz de amistad, pero muy poco inclinado al odio, y harto moderado en todas mis pasiones.»
Su autobiografía fue publicada con carácter póstumo en 1777, así como Diálogos sobre la religión natural (1779), ya que, aunque Hume los había escrito hacia 1750, consideró que debía ocultar su trabajo a causa de su naturaleza escéptica y la natural hostilidad de las iglesias en general, y de la calvinista en particular, al respecto, como después sufrió uno de sus principales amigos, Adam Smith, al redactar y publicar su obituario.

### Primeras obras
En 1734, tras unos meses en Bristol, dejó el estudio autodidacta y se trasladó a La Flèche (Anjou, Francia). Durante los cuatro años que permaneció allí, diseñó su plan de vida, como escribiría en De mi propia vida (1776), decidiendo «hacer que una estricta frugalidad supla mi falta de fortuna, para mantener mi independencia intacta, y para considerar todas las cosas prescindibles excepto la mejoría de mi talento para la literatura». 
En La Flèche completó el Tratado de la naturaleza humana (1739) a la edad de veintiséis años. Aunque hoy en día se considera al Tratado el trabajo más importante de Hume y uno de los libros más relevantes de la historia de la filosofía, el público británico le dispensó una fría acogida. El mismo Hume describió la falta de reacción popular ante la publicación de su Tratado en 1739-1740 al escribir del libro que «nació muerto desde la imprenta, sin ni siquiera alcanzar la distinción necesaria para levantar un murmullo entre los fanáticos. Pero, siendo de temperamento alegre y optimista, me recuperé pronto de la decepción y proseguí con ardor mis estudios». Entonces escribiría un resumen de un libro publicado recientemente titulado Tratado de la naturaleza humana, donde el argumento central del libro se ilustra y explica. Sin revelar su autoría, intentó hacer su trabajo más inteligible acortándolo, pero incluso esta labor publicitaria erró en su propósito de despertar el interés en el Tratado.
Tras la publicación de Ensayos de moral y política en 1744 solicitó una cátedra de ética y pneumática (psicología) en la Universidad de Edimburgo, pero fue rechazado. Durante la Rebelión Jacobita de 1745 fue tutor del Marqués de Annandale. Fue entonces cuando comenzó su gran trabajo histórico, la Historia de Inglaterra, obra publicada en seis volúmenes entre 1754 y 1762 que alcanzaría un éxito considerable, a diferencia de lo que ocurrió con el Tratado.
Hume fue acusado de herejía por la Iglesia escocesa, pero sus amigos le defendieron alegando que al ser ateo estaba fuera de la jurisdicción de la Iglesia de Escocia. A pesar de resultar absuelto y posiblemente debido a la oposición de Thomas Reid de Aberdeen, que durante ese año criticó su metafísica desde el cristianismo, le fue denegada la cátedra de filosofía en la Universidad de Glasgow. En 1752, como relata en De mi propia vida, «la facultad de derecho me eligió como bibliotecario, un empleo por el que recibía escasos o nulos emolumentos, pero que puso bajo mi mando una gran biblioteca». Esta biblioteca le proporcionó las fuentes que le permitieron continuar con las investigaciones históricas necesarias para la escritura de su Historia de Inglaterra.

### Reconocimiento de su obra

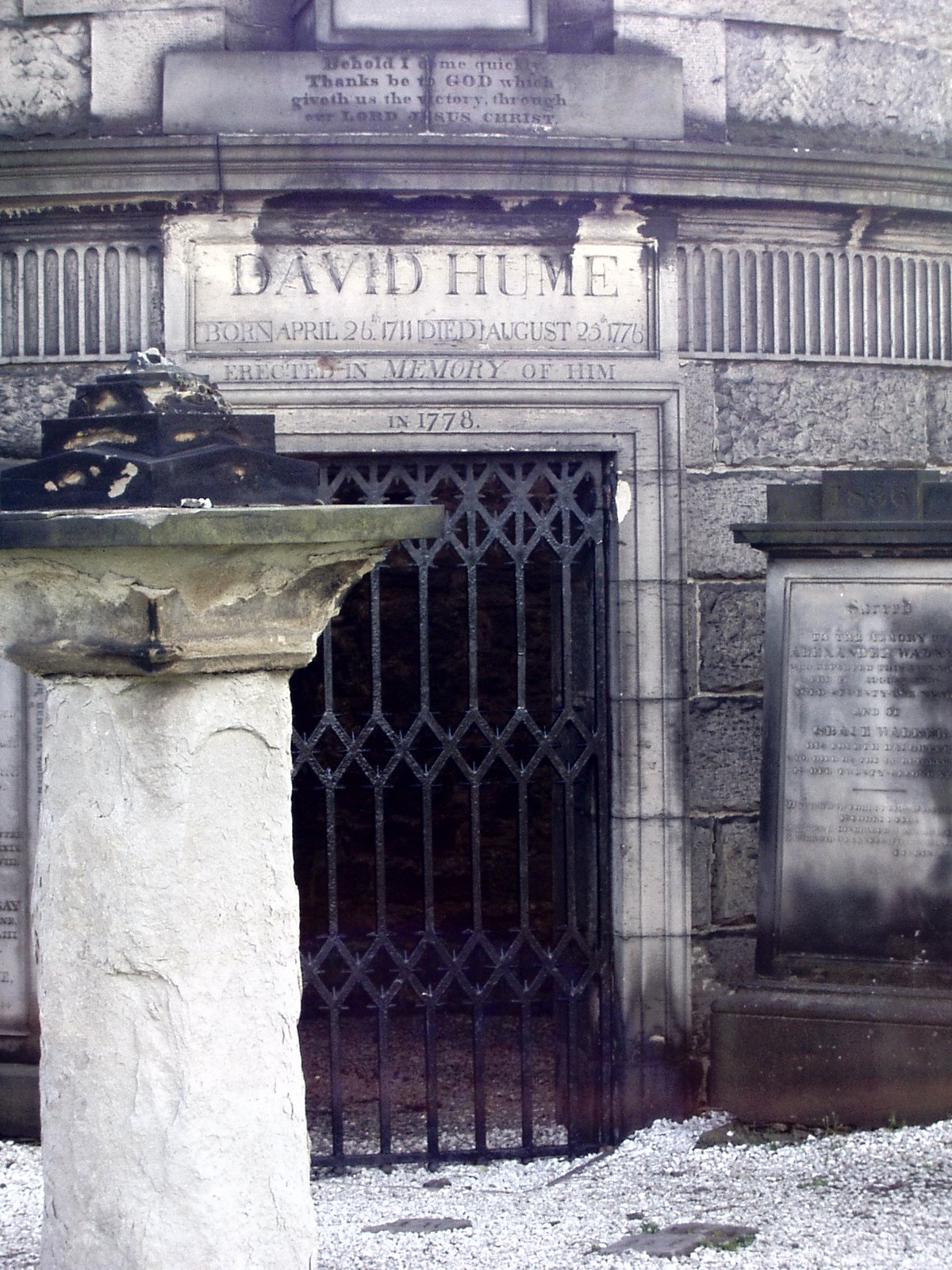
Tumba de David Hume en Edimburgo.

Hume se granjeó notoriedad como ensayista e historiador. Los seis volúmenes de su Historia de Inglaterra abarcan desde los reinos sajones hasta la Revolución Gloriosa de 1688; se vendió mucho en su época. En ella, Hume presentaba al hombre como una criatura de costumbres, predispuesto a someterse en silencio al gobierno establecido a menos que se enfrente a la incertidumbre. Según él, solo las diferencias religiosas podían desviar al hombre de sus vidas cotidianas para hacerle pensar en política. Gracias a las críticas de sus obras, su libros iban recibiendo más atención por parte de estudiosos. Como señala Paul Strathern, el espaldarazo definitivo lo recibió al tener todos sus libros en el Índice de Libros Prohibidos por la Iglesia católica.
El ensayo de Hume De la superstición y la religión estableció las bases del pensamiento laico. Los críticos con la religión de la época de Hume tenían que expresarse con cautela. Apenas 15 años antes del nacimiento de Hume, un estudiante de dieciocho años, Thomas Aikenhead, fue juzgado por decir públicamente que el cristianismo era un sinsentido, blasfemia por la que sería ahorcado. Hume siguió la práctica habitual de expresar sus puntos de vista indirectamente, a través de personajes que dialogaban en su obra. Además, no reclamó la autoría del Tratado hasta el año de su muerte, en 1776. Sus ensayos Del suicidio, y De la inmortalidad del alma y sus Diálogos sobre la religión no se publicarían hasta después de su muerte, y aun así Hume no figuraba en ellos en los nombres del autor ni del editor. Hume fue tan hábil camuflando sus ideas que hoy en día todavía se discute si en realidad era deísta o ateo. A pesar de ello, se le denegaron muchos cargos por declararse ateo.
Hay un relato (probablemente falso) sobre David Hume y su supuesto ateísmo. En él, Hume cae de su caballo en un barrizal y se empieza a hundir. Entonces pasa por allí una anciana y pía dama. Cuando ve al célebre ateo agitando sus brazos en un intento de salvar su vida se acerca al borde y le mira. Hume le suplica a la dama que le acerque una rama para poder escapar, pero ella responde que se niega a menos que proclame su devoción a Dios Todopoderoso. Hume finalmente hace lo que le pide y la dama le ayuda a salir.
De 1763 a 1765 Hume ejerció como secretario de Lord Hertford en París, donde se ganó la admiración de Voltaire y fue agasajado por las damas de la alta sociedad. Allí trabó una amistad con Rousseau que más tarde se estropearía. Escribió sobre su estancia en París «A menudo añoré la tosquedad de The Poker Club de Edimburgo... para corregir y rectificar tanta exquisitez». En 1768 se estableció en Edimburgo. En 1770, el filósofo alemán Immanuel Kant avivó el interés por los trabajos filosóficos de Hume al declarar que le habían despertado de «sueños dogmáticos» (circa) y desde entonces gozó del reconocimiento que había perseguido durante toda su vida.

### Muerte
James Boswell visitó a Hume pocas semanas antes de su muerte. Hume le dijo que sinceramente veía la vida después de la muerte como «el capricho más irracional». Hume escribió su propio epitafio: «Nacido en 1711, Muerto en 1776. Dejando a la posteridad que añada el resto», que está grabado conjuntamente con el año de su fallecimiento en la «sencilla tumba romana» que dejó escrito que prefería y que está situada, como deseaba, en la ladera este de Calton Hill, desde la que se ve su casa, en el número 1 de St David Street del New Town de Edimburgo.
Continuó hasta el final perfectamente sensato y libre de mucho dolor o sentimientos de angustia. Nunca dejó caer la más mínima expresión de impaciencia; pero cuando tuvo ocasión de hablar a la gente de él, lo hizo siempre con cariño y ternura. Pensé que era impropio escribirte para traerte, especialmente porque escuché que te había dictado una carta en la que deseaba que no vinieras. Cuando se puso muy débil, le costó un esfuerzo hablar, y murió en una serenidad mental tan feliz, que nada podía superarla.
Su tumba se encuentra, como él lo deseaba, en la ladera suroeste de Calton Hill, en el cementerio Old Calton. Adam Smith contó más tarde la divertida especulación de Hume de que podría pedirle a Caronte, el barquero de Hades, que le permitiera unos años más de vida para ver "la caída de algunos de los sistemas de superstición prevalecientes". El barquero respondió: "Tú, pícaro merodeador, eso no sucederá en estos cientos de años... Entra en el bote ahora mismo". Smith compuso un elogio para Hume poco después de la muerte y se encuentra como pieza complementaria de su breve autobiografía publicada póstumamente, Mi vida (1776).

## Filosofía
Aunque Hume escribió sus obras en el siglo XVIII, su trabajo sigue siendo relevante en las disputas filosóficas de la actualidad, lo que contrasta con las aportaciones de muchos de sus contemporáneos. En Tratado de la naturaleza humana, Hume explica cómo la ciencia del hombre es "la única base sólida para las otras ciencias" y que el método de esta ciencia requiere tanto la experiencia como la observación como fundamentos de un argumento lógico. Como se lee en la Enciclopedia de obras de Filosofía de Franco Volpi, «las ciencias empíricas del espíritu han de formular el conjunto de leyes sencillas y universalmente válidas [...] Según Hume, este conjunto es la naturaleza del hombre». Con respecto a esto, el historiador y filósofo Frederick Copleston sugiere que "el plan de Hume es extender a la filosofía en general las limitaciones metodológicas de la física newtoniana". La filosofía de Hume y las escuelas de pensamiento influenciadas por él también se conocen como "humeanismo". A continuación se ofrece un sumario de sus trabajos filosóficos más influyentes:

### Empirismo
Hume creía que todo el conocimiento humano proviene de los sentidos, pero llevó el empirismo a un nuevo nivel de escepticismo. Argumentó de acuerdo con la visión empirista de que todo conocimiento se deriva de la experiencia sensorial, pero aceptó que esto tiene implicaciones que normalmente no son aceptables para los filósofos. Escribió, por ejemplo, «Locke divide todos los argumentos en demostrativos y probables. Desde este punto de vista, debemos decir que sólo es probable que todos los hombres deban morir o que el sol saldrá mañana, porque ninguno de estos puede demostrarse». Hume pensó que podemos formar creencias sobre aquello que se extiende más allá de cualquier experiencia posible, mediante el funcionamiento de facultades como la costumbre y la imaginación, pero se mostró escéptico sobre las afirmaciones de conocimiento sobre esta base.

#### Ideas e impresiones

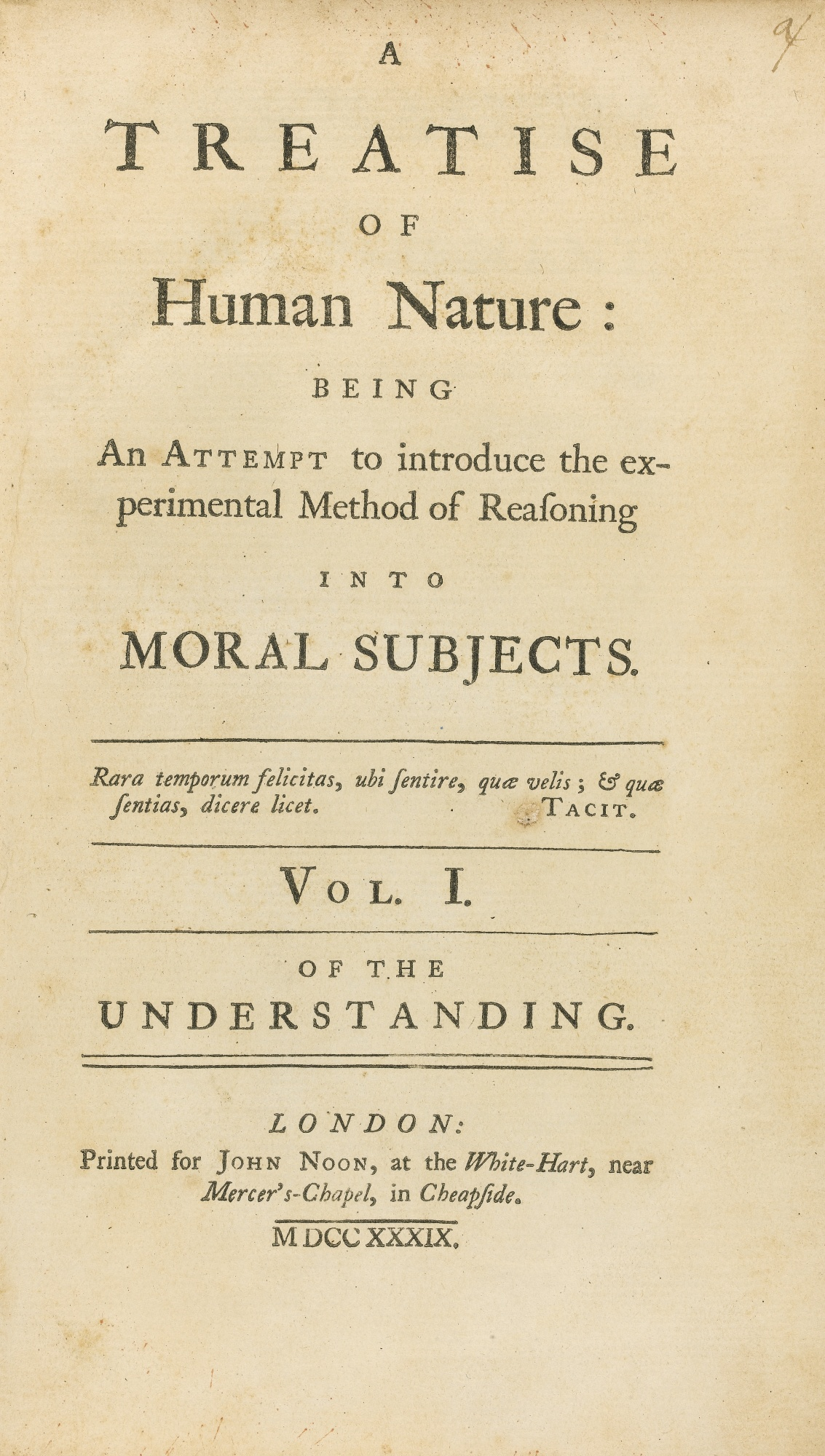
Portada del primer volumen del Tratado de la naturaleza humana.

Una doctrina central de la filosofía de Hume, enunciada en las primeras líneas del Tratado de la naturaleza humana es que la mente se compone de percepciones, o de los objetos mentales que le son presentes, y que se dividen en dos categorías: "Todas las percepciones de la mente humana se resuelve en dos clases distintas, que llamaré impresiones e ideas". Hume creía que "no sería muy necesario emplear muchas palabras para explicar esta distinción". Las percepciones o impresiones son “todo lo que puede estar presente a la mente, sea que empleemos nuestros sentidos, o que estemos movidos por la pasión o que ejerzamos nuestro pensamiento y nuestra reflexión”. Las ideas son impresiones "débiles". Por ejemplo, experimentar la dolorosa sensación de tocar el mango de una sartén caliente es más contundente que simplemente pensar en tocar una sartén caliente.
Hume diferencia entre las percepciones de la mente cuando alguien siente algo y cuando posteriormente evoca en la mente esta sensación o la anticipa en su imaginación. Es posible llegar a representar en nuestra mente un objeto de forma muy vívida (como ocurre en sueños o en sentimientos de empatía, la base de su ética), pero nunca podrá presentarse ante nosotros con la misma fuerza y vivacidad de la experiencia sensible inicial, luego el pensamiento más intenso es siempre inferior a la sensación más débil. Así define Hume estos términos en Investigación sobre el entendimiento humano: 

«Podemos dividir todas las percepciones de la mente en dos clases o especies, que se distinguen por sus diferentes grados de vivacidad: las más vivaces e intensas son las impresiones y las de menor fuerza son las ideas. [...] Con el término impresión me refiero a nuestras percepciones, cuando oímos, o vemos, o sentimos, o amamos, u odiamos, o deseamos. Y las impresiones se distinguen de las ideas, que son impresiones menos vívidas de las que somos conscientes cuando reflexionamos sobre alguna de las sensaciones anteriormente mencionadas».

 Más adelante precisa el concepto de las ideas, al decir: 

«Una proposición que no parece admitir muchas disputas es que todas nuestras ideas no son nada excepto copias de nuestras impresiones, o, en otras palabras, que nos resulta imposible pensar en nada que no hayamos sentido con anterioridad, mediante nuestros sentidos externos o internos».

Otra distinción que hace Hume en su Tratado es la siguiente división:

«Las percepciones o impresiones e ideas simples son tales que no admiten distinción ni separación. Los complejos son contrarios a estos, pudiendo distinguirse en partes. Aunque un color, un sabor y un olor en particular son cualidades unidas en esta manzana, es fácil percibir que no son lo mismo, pero al menos se pueden distinguir entre sí [...] El examen completo de esta cuestión es el tema del presente tratado; y, por tanto, aquí nos contentaremos con establecer una proposición general, que todas nuestras ideas simples en su primera aparición se derivan de impresiones simples, que les son correspondientes y que representan exactamente».

#### Asociación de ideas
Aunque en apariencia nuestro pensamiento tenga una libertad ilimitada, en realidad toda la creatividad de la mente se reduce a la facultad de mezclar, aumentar o disminuir, o combinar los materiales que nos dan los sentidos y la experiencia. Todas aquellas cosas que imaginamos se derivan de una experiencia previa, ya sea interna o externa. Podemos imaginar una montaña de oro, aunque no exista en la realidad, porque, aunque no hemos experimentado la cosa en sí, tenemos experiencia de lo que es una montaña y de lo que es el oro, hemos combinado en nuestra mente dos ideas que conocíamos con anterioridad gracias a la experiencia sensible. En consecuencia existe un principio de conexión entre los distintos pensamientos o ideas, ya que cuando se presentan en la memoria o la imaginación, unos introducen a otros siguiendo un cierto orden. Hume pensaba que había tres principios de conexión entre ideas: el de semejanza, contigüidad en el espacio y en el tiempo y el de causa o efecto.
- El principio de semejanza se refiere a la tendencia de las ideas a asociarse si los objetos que representan se parecen entre sí. Por ejemplo, alguien que mira la ilustración de una flor puede concebir una idea de la flor física porque la idea del objeto ilustrado está asociada con la idea del objeto físico.
- El principio de contigüidad describe la tendencia de las ideas a asociarse si los objetos que representan están cerca unos de otros en el tiempo o en el espacio, como cuando el pensamiento de un crayón en una caja nos lleva a pensar en el crayón contiguo.
- El principio de causa y efecto se refiere a la tendencia de las ideas a asociarse si los objetos que representan están relacionados causalmente, lo que explica cómo recordar una ventana rota puede hacer que alguien piense en una bola que había hecho añicos la ventana.

#### Causalidad y hábito
En Investigación sobre el entendimiento humano (EHU), §4.1.20-27, §4.2.28-33, Hume articuló su tesis de que todo el razonamiento humano pertenece a dos clases: Relaciones de ideas y Cuestiones de hecho (véase también la distinción analítico-sintético de Kant). Mientras que las primeras involucran conceptos abstractos como las matemáticas y están gobernadas por las certezas deductivas (por ejemplo, "que el cuadrado de la hipotenusa es igual a la suma de los cuadrados de los dos lados"), los segundos comportan la experiencia empírica donde todos los razonamientos son inductivos por ejemplo, "el sol sale en el Este "). Escribió: "Los razonamientos abstractos no pueden decidir ninguna cuestión de hecho o existencia". Continuando con esta idea, Hume argumenta que "sólo en el reino puro de las ideas, la lógica y las matemáticas, sin depender de la conciencia del sentido directo de la realidad, [puede] aplicarse la causalidad con seguridad [...] —todas las demás ciencias se reducen a la probabilidad".
Todos nuestros razonamientos sobre cuestiones de hecho parecen fundarse en la relación de causa y efecto. Solo a través de esta relación podemos ir más allá de la evidencia de nuestra memoria y nuestros sentidos. Hume pone el siguiente ejemplo: una persona que encontrase un reloj en una isla desierta llegaría a la conclusión de que allí hubo alguien. Hume se dio cuenta de que aunque percibimos que un elemento suceda al otro, no percibimos ninguna condición necesaria y suficiente entre los dos. Entre ambos hechos se supone una relación que hace que del hecho presente se infiera otro, estableciendo entre ellos una relación de causa y efecto: hay un reloj (efecto) porque antes hubo una persona a la que le pertenecía (causa). Una vez que nos damos cuenta de que "A debe producir B" equivale simplemente a "Debido a su conjunción constante, estamos psicológicamente seguros de que B seguirá a A", entonces nos queda una noción de necesidad muy débil. En consecuencia, no tenemos ninguna razón para creer que el primero causó al segundo, o que continuarán apareciendo siempre en conjunción constante en el futuro.
Hume explica que cuando alguien observa que un objeto o evento produce consistentemente el mismo objeto o evento, se da como resultado de la psicología humana al tener "una expectativa de que un evento particular (una 'causa') será seguido por otro evento (un 'efecto') previa y constantemente asociado con él", puesto que ningún objeto revela a través de las cualidades que son captadas por los sentidos ni sus causas ni sus efectos. Hume llama a este principio costumbre o hábito. 

«No tenemos otra noción de causa y efecto que la de ciertos objetos, que siempre han estado unidos entre sí, y que en todos los casos pasados se han encontrado inseparables. No podemos penetrar en la razón de la conjunción. Solo observamos la cosa en sí, y siempre encontramos que a partir de la conjunción constante los objetos adquieren una unión en la imaginación».

Dado que de acuerdo con Hume no podemos conocer nada de la naturaleza con anterioridad a la experimentación, incluso un hombre racional sin experiencia «no podría haber inferido de la transparencia y la fluidez del agua que sofocaría su sed, o a partir de la luz y el calor del fuego que le consumiría» (EHU, 4.1.6). Hume declaró que nuestra idea de causalidad consiste en poco más que la esperanza de que ciertos acontecimientos se den tras otros que los preceden. Esto constituye un aspecto importante del escepticismo de Hume, en cuanto equivale a decir que no podemos tener la certeza acerca de puntos de vista de metafísicos y teológicos (como sustancia y Dios) sobre la base de que no se basan en hechos y observaciones de las que esas ideas se derivan y, por lo tanto, están más allá del alcance del entendimiento humano (véase el Tenedor de Hume). Aun así, Hume creía en el principio causal, y en 1754 escribió a John Stewart: «nunca he afirmado una proposición tan absurda como que cualquier cosa podría surgir sin una causa».
Críticas similares a la causalidad han sido expuestas anteriormente por Malebranche y Algazael. Pero esto desafía al sentido común, creando el problema de la causación —¿Qué justifica nuestra confianza en la existencia de una conexión causal y de qué clase de conexión podemos saber?—, un problema para el que no se ha encontrado solución. Hume sostuvo que tanto nosotros como otros animales tenemos una tendencia instintiva a creer en la causación debido al desarrollo de hábitos de nuestro sistema nervioso, una creencia que no podemos eliminar, pero que no podemos probar mediante ningún argumento, deductivo o inductivo.

#### Problema de la inducción
Dado que todo lo que podemos decir, pensar o predecir de la naturaleza debe venir de la experiencia previa, nuestro conocimiento yace en el razonamiento inductivo, necesario en el método científico. No obstante, las inferencias del razonamiento inductivo, según Hume, presuponen que se puede confiar en los actos pasados como regla a partir de la cual se puede predecir el futuro. Por ejemplo, si en el pasado ha llovido el 60 % del tiempo cuando se daban unas condiciones atmosféricas determinadas, entonces en el futuro probablemente lloverá un 60 % del tiempo si se dan las mismas condiciones. Pero aún queda el problema de cómo justificar tal inferencia. Este principio de uniformidad no es evidente por sí mismo. Hume sugirió dos posibles justificaciones que, sin embargo, rechazó:
1. La primera justificación descansa en la suposición, tomada como una necesidad lógica, de que el futuro debe parecerse al pasado. Pero Hume puntualiza que podemos concebir un mundo caótico y errante en el que el futuro no tiene nada que ver con el pasado; o un mundo como el nuestro hasta el presente, que llegado a un punto cambia totalmente. Así que nada hace que el principio de inducción sea una necesidad lógica.
2. La segunda justificación, más modesta, apela a los éxitos anteriores de la inducción: en el pasado ha funcionado en la mayoría de las ocasiones, así que probablemente seguirá haciéndolo en el futuro. Pero, como Hume comenta, esta justificación hace uso del razonamiento circular en un intento de justificar la inducción mediante la reiteración, lo que nos devuelve al punto de partida.

Esto se le conoce como el problema de la inducción, y con él Hume sostuvo que no hay certeza de que el futuro se parezca al pasado. Por lo tanto, como un ejemplo simple propuesto por Hume, no podemos saber con certeza mediante el razonamiento inductivo que el sol continuará saliendo por el Este, sino que esperamos que lo haga porque lo ha hecho repetidamente en el pasado. A pesar de la crítica de Hume a la inducción, sostuvo que era superior a la deducción en el reino del pensamiento empírico. Tal y como declara:

«esta operación de la mente, por la que podemos inferir los efectos de las causas y viceversa, es esencial para la subsistencia de todas las criaturas humanas, es probable que pueda confiarse más en ella que en las falacias de la deducción de nuestra razón, que es lenta en sus operaciones; no aparece en los primeros años de la infancia; y como mucho es, en cualquier edad y periodo de la vida humana, extremadamente proclive al error». (EHU, 5.2.22)

Hume concluyó que cosas como la creencia en un mundo externo y la creencia en la existencia del yo no eran racionalmente justificables. No obstante, según Hume, estas creencias debían aceptarse debido a su profunda base en el instinto y la costumbre. Sin embargo, el legado duradero de Hume fue la duda que sus argumentos escépticos arrojaron sobre la legitimidad del razonamiento inductivo, lo que permitió a muchos escépticos que lo siguieron arrojar dudas similares.

#### Bundle theoryy el yo
Los filósofos empiristas como Locke y Berkeley observaron que solo somos capaces de tener constancia de las características y propiedades concretas de lo que hay en nosotros y a nuestro alrededor en un momento determinado que luego atribuimos a hipotéticos sustratos que reposan esas cualidades. Mientras Locke acepta la existencia sustancias individuales y Berkeley solo las espirituales (solo Dios y el alma), Hume niega cualquier tipo de sustancia. "La idea de una substancia [...] no es más que una colección de ideas simples que están unidas por la imaginación y poseen un nombre particular asignado a ellas, por el que somos capaces de recordar para nosotros mismos o los otros esta colección." Esto constituye su bundle theory, o "teoría del haz", según la cual los objetos solo lo son en tanto que conjuntos de propiedades concretas e individuales. Hume sostiene que toda idea viene de una impresión sensible, pero al igual que la sustancia, no tenemos ninguna impresión del yo en sí. Declara así en su Tratado de la naturaleza humana:

«Por mi parte, cuando penetro más íntimamente en lo que llamo "yo mismo", siempre tropiezo con una u otra percepción particular, de frío o de calor, de luz o de sombra, de dolor o de placer. Nunca puedo captar un "yo mismo" sin encontrar siempre una percepción, y nunca puedo observar nada más que la percepción.»

Al contrario de la demostración de Descartes de la independencia del yo (pienso, luego existo), esta teoría sostiene la mente es un conjunto de percepciones sin unidad o cualidad cohesiva. El yo no es más que un conjunto de experiencias vinculadas por las relaciones de causalidad y semejanza. Curiosamente, Gauthama Buda había llegado a conclusiones similares varios siglos antes (ver Anātman). El yo es el resultado de nuestro hábito natural de atribuir la existencia unificada a cualquier colección de partes asociadas. Esta creencia es natural, pero no hay un soporte lógico para ello.

«Un hombre es un conjunto o colección de diferentes percepciones que se suceden con una rapidez inconcebible y están en un flujo y movimiento perpetuos; la identidad que atribuimos a la mente es análoga a la que atribuimos a plantas y animales: la imaginación nos hace confundir una sucesión de objetos relacionados con un objeto idéntico; ocultamos la interrupción fingiendo un alma, un yo o una sustancia, o "imaginamos algo desconocido y misterioso que conecta las partes junto a su relación"; la identidad que atribuimos a la mente del hombre es ficticia»

Esta visión fue transmitida por intérpretes positivistas, que vieron a Hume como sugiriendo que términos como "sí mismo", "persona" o "mente" se referían a colecciones de "contenidos sensoriales". Como lo expresa William James:

«Sin embargo, en su más amplio sentido, el yo de un hombre es la suma total de todo lo que puede llamar suyo, no solo su cuerpo y sus poderes psíquicos, sino su ropa y su casa, su mujer e hijos, sus antepasados y amigos, su reputación y obras, sus tierras y caballos, y su yate, y su cuenta bancaria. (...) En primer lugar su cuerpo, sus amigos luego y, finalmente, sus disposiciones espirituales, deben ser los objetos de supremo interés para toda mente humana.»

Al contrario de lo que muchos han supuesto, Hume no respalda la teoría del haz ni tampoco sostiene que la mente es solo una serie de experiencias. Su posición básica, como escéptico moderado es que la esencia de la mente es desconocida y no tenemos ninguna razón empíricamente justificable para creer en la existencia de un sujeto persistente, o una mente ontológicamente distinta a una serie de experiencias. Derek Parfit presentó una versión moderna de esta teoría de la identidad en su obra Razones y personas. La negación bien argumentada de un yo sustancial precipitó una crisis filosófica de la que Immanuel Kant intentó rescatar la filosofía occidental a través de la distinción entre el yo empírico y el yo trascendental. Hume podría considerarse como fenomenólogo.

### Ética

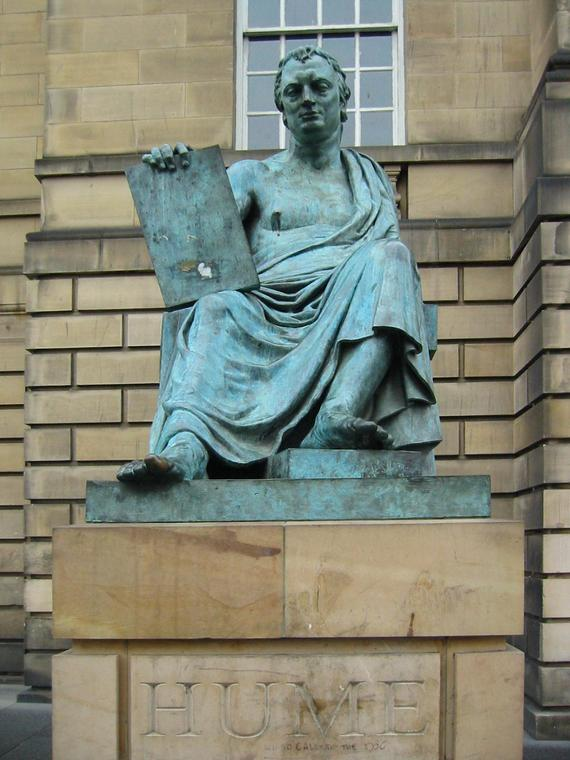
Estatua erigida en honor a David Hume en Edimburgo. Obra del escultor Alexander Stoddart.

#### Razón práctica
La mayoría de las personas consideran algunas conductas más razonables que otras. Por ejemplo, comer papel de aluminio parece irracional. Pero Hume negó que la razón tuviera un papel importante cara a motivar o desalentar la conducta. Según él, la razón no es más que una calculadora de conceptos y experiencia. Lo que en definitiva importa es como nos sentimos respecto a la conducta. 

La moral excita las pasiones y produce o previene acciones. La razón misma es totalmente impotente en este particular. Las reglas de la moralidad, por lo tanto, no son conclusiones de nuestra razón.
Tratado de la naturaleza humana

La razón práctica se relaciona con si existen estándares o principios que también son autorizados para todos los seres racionales, dictando las intenciones y acciones de las personas. Hume es considerado principalmente un antirracionalista, que niega la posibilidad de la razón práctica y de una fundamentación racional de la ética, aunque otros filósofos como Christine Korsgaard, Jean Hampton y Elijah Millgram afirman que Hume no es tanto un antirracionalista como simplemente un escéptico de la razón práctica. La razón práctica también se preocupa por el valor de las acciones más que por la verdad de las proposiciones, por lo que Hume creía que la deficiencia de la razón de afectar la moralidad demostraba que la razón práctica no podía tener autoridad para todos los seres racionales, ya que la moral era esencial para dictar las intenciones y acciones de las personas. Peter Singer afirma que el argumento de Hume de que la moral no puede tener una base racional por sí sola "habría sido suficiente para ganarse un lugar en la historia de la ética".
Su trabajo se asocia con la doctrina del instrumentalismo, que dice que una acción es razonable si y solo si sirve para alcanzar los propios deseos, sean los que sean. La razón puede participar solamente informando acerca de las acciones que serán más útiles para alcanzar las metas y deseos, pero nunca dirá qué metas y deseos se deben tener. Así que si alguien quiere ingerir papel de aluminio la razón dirá dónde encontrarlo, y no hay nada irracional en el hecho de comerlo o en querer hacerlo (a menos que se tenga un deseo más fuerte de conservar la salud). Hoy en día, sin embargo, se aduce que Hume fue un paso más allá adentrándose en el nihilismo, pues dijo que no había nada irracional en frustrar los propios deseos y metas. Tal conducta sería anormal, pero no sería contraria a la razón.[cita requerida]

#### Emotivismo
David Hume trató la ética por primera vez en el segundo y tercer libro del Tratado de la naturaleza humana (1739). Varios años después, extrajo y extrapoló las ideas allí propuestas en un ensayo más corto titulado Investigación sobre los principios de la moral (1751). La aproximación de Hume a los problemas morales es fundamentalmente empírica. En lugar de decir cómo debería de operar la moral, expone cómo realizamos los juicios morales. Tras proporcionar varios ejemplos llega a la conclusión de que la mayoría (si no todas) de las conductas que aprobamos tienen en común que buscan incrementar la utilidad y el bienestar público. Al contrario que el también empirista Thomas Hobbes, Hume declara que no solo realizamos juicios morales teniendo en cuenta nuestro propio interés, sino también el de nuestros conciudadanos. Hume defiende esta teoría de la moral al asegurar que nunca podemos realizar juicios morales basándonos únicamente en la razón. Nuestra razón trata con hechos y extrae conclusiones a partir de ellos, pero no nos puede llevar a elegir una opción sobre otra; solo los sentimientos pueden hacerlo. Este argumento contra la moral fundamentada en la razón forma parte hoy en día de los argumentos antirrealistas.

La razón es y solo puede ser la esclava de las pasiones y no puede pretender otro oficio más que servirlas y obedecerlas.
Tratado de la naturaleza humana, De las pasiones, De la Moral

Las "leyes" de la conducta no se adecúan a ninguna filosofía moral basada en un hipotético derecho divino o natural porque, de hecho, la norma cede y se adapta hasta el punto de poder llegar a ser abominable desde la perspectiva de un iusnaturalista. Tampoco son dictados de la razón, que merece bien escasa atención a los ojos de Hume. Como esclava de las pasiones que es, debe limitarse a sancionar ex postfactum lo que la interacción constante entre la naturaleza y las necesidades del hombre vayan determinando como justo. Es la actividad del hombre la que conforma la regla moral y no al revés. El objeto de la moral (pasiones, voliciones y acciones) no es susceptible de ese acuerdo o desacuerdo entre las ideas sobre las que se basan lo verdadero y lo falso. Si la razón no puede ser la fuente del juicio de valor, habrá que buscarlo en el sentimiento, que surge espontáneo en nosotros ante acciones susceptibles de lo que consideramos valoración moral. El análisis de este sentimiento revela que es una forma de placer o de "gusto". Ello le lleva a excluir de la moral todo rastro de austero moralismo o de mortificación del alma o del cuerpo, porque el fin de la moral es la felicidad y el gozo de vivir del mayor número de hombres posible. Para Hume, son los sentimientos de "simpatía" los que nos permiten experimentar las sensaciones ajenas. Esta empatía converge con la "benevolencia".

Es notable que nada conmueve más a un hombre de humanidad que cualquier instancia de extraordinaria delicadeza en el amor o la amistad, en la que una persona está atenta a las preocupaciones más pequeñas de su amigo y está dispuesta a sacrificar por ellas el interés más considerable. de su propia Tales manjares tienen poca influencia en la sociedad; porque nos hacen considerar las pequeñeces más grandes: pero son tanto más atractivas cuanto más minuciosa es la preocupación, y son una prueba del mayor mérito de cualquiera que sea capaz de ellas. Las pasiones son tan contagiosas, que pasan con la mayor facilidad de una persona a otra, y producen movimientos correspondientes en todos los pechos humanos. Donde la amistad aparece en casos muy señalados, mi corazón se llena de la misma pasión y se calienta con esos cálidos sentimientos que se manifiestan ante mí.

El sentimentalismo moral de Hume fue compartido por su amigo cercano Adam Smith, y los dos fueron influenciados mutuamente por las reflexiones morales de su contemporáneo mayor, Francis Hutcheson. Igualmente de duro se muestra Hume ante el problema religioso. Al eliminar la razón de su trono, Hume negó el papel de Dios como fuente de moralidad. Hume criticó la moral basada en mandatos divinos y en castigos eternos. Según Boswell, Hume "dijo rotundamente que la moralidad de todas las religiones era mala".

El castigo, sin ningún fin o propósito adecuado, es inconsistente con nuestras ideas de bondad y de justicia [...] El castigo de acuerdo con nuestra concepción debería ser proporcional a la ofensa. ¿Por qué entonces el eterno castigo por las ofensas temporales de una criatura tan frágil como los hombres? [...] Cielo e infierno suponen dos especies distintas de hombre, los buenos y los malos. Pero la mayor parte de la humanidad flota entre el vicio y la virtud. [...] Suponer criterios de aprobación y culpa diferentes de las humanas lo confunde todo. ¿De dónde aprendemos que existen distinciones morales sino es de nuestros propios sentimientos? [...] La principal fuente de las ideas morales es la reflexión sobre los intereses de la sociedad. ¿Deben estos intereses, tan cortos, tan frívolos, ser guardados por los castigos, eternos e infinitos? La condenación de un hombre es un mal infinitamente más grande en el universo que la subversión de millones de reinos.

#### Determinismo y libre albedrío
Muchos han advertido el conflicto aparente entre el libre albedrío y el determinismo. Si las acciones que se realizan estaban predeterminadas desde hace miles de millones de años, entonces ¿cómo es que podemos decidir? Pero Hume advirtió otro conflicto, al ver el problema desde la perspectiva contraria: el libre albedrío es incompatible con el indeterminismo. Si las acciones realizadas no están determinadas por acontecimientos anteriores entonces las acciones son completamente aleatorias. Además, y de más importancia para la filosofía humana, no están determinadas por el carácter o la personalidad –los deseos, las preferencias, los valores, etc.–; pero, ¿cómo podría ser alguien responsable de una acción que no es consecuencia de su carácter, sino que ocurre de forma aleatoria? El libre albedrío parece necesitar del determinismo, porque de lo contrario el agente y la acción no estarían conectados. Así que, mientras que el libre albedrío parece contradecir al determinismo, al mismo tiempo necesita del determinismo. La concepción de Hume de la conducta humana tiene causas, y por lo tanto al hacer a las personas responsables por sus acciones se debería intentar recompensarlas o castigarlas de tal forma que intentaran hacer lo que es moralmente deseable e intentaran evitar hacer lo que es moralmente indeseable.
Junto con Thomas Hobbes, Hume es citado como un compatibilista. El compatibilismo busca reconciliar el libre albedrío con la visión mecanicista de que los seres humanos son parte de un universo determinista, que está completamente gobernado por leyes físicas. Hume, en este punto, fue influenciado en gran medida por la revolución científica, particularmente por Isaac Newton. Hume argumentó que la disputa entre libertad y determinismo continuó durante 2000 años debido a una terminología ambigua. Escribió: "Por esta sola circunstancia, que una controversia se ha mantenido durante mucho tiempo a pie... podemos suponer que hay alguna ambigüedad en la expresión", y que diferentes litigantes utilizan diferentes significados para los mismos términos.
Hume define el concepto de necesidad como "la uniformidad, observable en las operaciones de la naturaleza; donde objetos similares se conjugan constantemente", y la libertad como "un poder de actuar o no actuar, según las determinaciones de la voluntad." Luego argumenta que, de acuerdo con estas definiciones, no solo los dos son compatibles, sino que la libertad requiere necesidad. Porque si nuestras acciones no fueran necesarias en el sentido anterior, tendrían "tan poca relación con los motivos, inclinaciones y circunstancias, que una no se sigue con cierto grado de uniformidad de la otra". Pero si nuestras acciones no están así conectadas a la voluntad, entonces nuestras acciones nunca podrán ser libres: serían una cuestión de "azar, que universalmente se permite que no exista". El filósofo australiano John Passmore escribe que ha surgido confusión porque se ha interpretado que "necesidad" significa "conexión necesaria". Una vez que esto ha sido abandonado, Hume sostiene que "se encontrará que la libertad y la necesidad no están en conflicto una con la otra".

Además, Hume continúa argumentando que para ser considerado moralmente responsable, se requiere que nuestro comportamiento sea causado o necesario, ya que, como escribió:
Las acciones son, por su propia naturaleza, temporales y perecederas; y cuando no proceden de alguna causa en el carácter y disposición de la persona que las realizó, tampoco pueden redundar en su honor, si bien; ni infamia, si es maligna.
Hume describe el vínculo entre la causalidad y nuestra capacidad para tomar una decisión racionalmente a partir de esta inferencia de la mente. Los seres humanos evalúan una situación basándose en ciertos eventos predeterminados y de ahí forman una elección. Hume cree que esta elección se hace de forma espontánea. Hume llama a esta forma de toma de decisiones la libertad de la espontaneidad.

#### Problema del ser y el deber ser
Hume se percató de que muchos escritores hablaban sobre lo que debería ser partiendo de la base de lo que es; pero hay una gran diferencia entre las proposiciones descriptivas (lo que es) y las prescriptivas (lo que debe ser) (véase libro III, parte I, sección I del Tratado de la naturaleza humana). Hume pide a los escritores que se pongan en guardia ante estos cambios sin aportar explicaciones acerca de cómo se supone que las proposiciones prescriptivas deben de seguirse de las declarativas. La cuestión de ¿con qué exactitud se puede derivar el 'deber' del 'ser'? ha llegado a ser una de las cuestiones centrales de la teoría ética, y a Hume se le adjudica normalmente la opinión de que tal derivación es imposible (otros interpretan que Hume no dijo que una aserción fáctica no puede devenir en una aserción ética, sino que no podía hacerse sin prestar atención a los sentimientos humanos). Hume es probablemente uno de los primeros escritores que realizó una distinción entre lo normativo (lo que debería ser) y lo positivo (lo que es). G. E. Moore defendió una posición similar con su argumento de la pregunta abierta, en un intento de refutar cualquier identificación entre las propiedades morales y las naturales, la llamada falacia naturalista.

#### Utilitarismo
La filosofía moral de Hume es naturalista al no basarla en fuentes de autoridad religiosas. David Hume identifica dos sentimientos humanos naturales donde cree que se sustenta la raíz de la ética: La bondad y la compasión. Aprobamos actos bondadosos a los que llamamos "virtudes", qué son útiles o agradables para la persona y los demás. La compasión es la capacidad humana de recibir la impresión de los sentimientos y creencias de otras personas. Hume tuvo en cuenta la utilidad de la filosofía para borrar obstáculos como la ignorancia, superstición e intolerancia. Similarmente, la justicia es surge como un bien de "utilidad pública".

Podemos concluir, por tanto, que, para establecer leyes para la regulación de la propiedad, debemos conocer la naturaleza y situación del hombre; debe rechazar las apariencias, que pueden ser falsas, aunque engañosas; y debe buscar aquellas reglas que son, en conjunto, las más útiles y beneficiosas. El sentido vulgar y la ligera experiencia son suficientes para este propósito; donde los hombres no dan paso a una avidez demasiado egoísta o a un entusiasmo demasiado extenso.
Investigación sobre los principios de la moral. Sección 3. De la Justicia.

Para responder al escepticismo moral, la teoría moral de Hume apela explícitamente a un "sentido común" y a un “principio de humanidad". Hume, junto con los demás miembros de la ilustración escocesa, fue probablemente el primero en proponer que la razón de los principios morales puede buscarse en la utilidad que tratan de promover. El papel de Hume, sin embargo, no debe sobreestimarse; fue Francis Hutcheson el que acuñó el lema del utilitarismo: «la mayor felicidad para el mayor número». Pero fue tras leer el Tratado de Hume cuando Jeremy Bentham sintió por primera vez la fuerza del sistema utilitario. Sin embargo, el proto-utilitarismo de Hume es peculiar. No cree que la adición de unidades de utilidad proporcione la forma de llegar a la verdad moral. Al contrario, Hume era un sentimentalista moral y, como tal, pensaba que los principios morales no podían justificarse intelectualmente. Algunos principios simplemente nos parecen mejores que otros; y la razón de por qué los principios utilitarios nos parecen mejores es porque favorecen nuestros intereses y los de nuestros coetáneos, con los que simpatizamos. Los seres humanos están fuertemente predispuestos a aprobar normas que promuevan la utilidad pública de la sociedad. Hume usó esta idea para explicar cómo evaluamos un amplio abanico de fenómenos, desde las instituciones sociales y políticas gubernamentales a los rasgos de la personalidad.

### Estética
Las ideas de Hume sobre la estética y la teoría del arte se extienden a través de sus obras, pero están particularmente conectadas con sus escritos éticos y también con los ensayos Of the Standard of Taste y Of Tragedy. Sus puntos de vista están enraizados en el trabajo de Joseph Addison y Francis Hutcheson. En el Tratado escribió sobre la conexión entre la belleza y la deformidad y el vicio y la virtud, y sus escritos posteriores sobre este tema continúan trazando paralelos de belleza y deformidad en el arte, con la conducta y el carácter.

Así, la belleza de todos los objetos visibles produce un placer muy semejante, aunque se deriva a veces de la mera especie y apariencia de los objetos y a veces de la simpatía e idea de su utilidad.
Tratado de la naturaleza humana

En Of the Standard of Taste, Hume argumenta que no se pueden establecer reglas sobre lo que es un objeto de buen gusto. Sin embargo, un crítico confiable del gusto puede ser reconocido como objetivo, sensible y sin prejuicios, y con una amplia experiencia. En Of Tragedy aborda la pregunta de por qué los humanos disfrutan de un drama trágico. Hume estaba preocupado por la forma en que los espectadores encuentran placer en el dolor y la ansiedad representados en una tragedia. Argumentó que esto se debía a que el espectador es consciente de que está presenciando una actuación dramática. Es un placer darse cuenta de que los terribles eventos que se muestran son en realidad ficción. Además, Hume estableció reglas para educar a las personas en el gusto y la conducta correcta, y sus escritos en esta área han sido muy influyentes en la estética inglesa y anglosajona. Sus opiniones tuvieron un impacto en la estética posterior, sobre todo en la Crítica del juicio de Kant.

### Religión
La Enciclopedia de Filosofía de Stanford afirma que Hume "escribió con fuerza e incisiva sobre casi todas las cuestiones centrales de la filosofía de la religión". Sus "diversos escritos sobre problemas de religión se encuentran entre las contribuciones más importantes e influyentes en este tema". Sus escritos en este campo cubren la filosofía, psicología, historia y antropología del pensamiento religioso. Sus contribuciones a la filosofía de la religión han tenido un impacto duradero en la teología natural y revelada, las cuales en su conjunto proporcionan intento de socavar las justificaciones de la creencia religiosa.
Todos estos aspectos fueron discutidos en la disertación de Hume de 1757, Historia natural de la religión. Argumentó que las religiones monoteístas del judaísmo, el cristianismo y el islam derivan de religiones politeístas anteriores. Hume coincide con los deístas en fundar la religión en el hombre y no en la revelación. Pero, a diferencia de aquellos, no será en la razón, sino en los sentimientos donde será el origen de la religiosidad. También sugirió que toda creencia religiosa "se traza, al final, el temor a lo desconocido". De todas formas Hume no se declaró nunca como ateo, sino más bien un escéptico con respecto al tema. En su Investigación sobre el conocimiento humano, postula que la idea de Dios, en cuanto a un ser perfecto infinitamente sabio y bueno, surge de una proyección aumentada indefinidamente de nuestra propia mente y de nuestras propias cualidades de bondad y sabiduría. Eso no significa que Hume niegue la existencia de Dios, sino que niega que se pueda tener certeza de su existencia como también niega que se pueda tener la certeza de su no existencia. Puesto que solo podemos tener certeza de lo que experimentamos sensiblemente, no podemos tener certeza de la no existencia de algo.

Si se me preguntase aquí si asiento sinceramente a este argumento, que parece me tomo tanto trabajo para inculcar en los otros, y si yo soy realmente uno de los escépticos que tienen todo por incierto y que nuestro juicio no posee ninguna medida de verdad o falsedad en ninguna cuestión, replicaré que este problema es enteramente superfluo y que ni yo ni ninguna otra persona mantuvo sincera y constantemente esta opinión.

Hume menoscaba la pretensión de las pruebas de la existencia de Dios apelando al problema del mal en el mundo. Hume rechazó la idea de una deidad al no tener un impresión directa de esta. Criticó argumentos usados a favor de su existencia. Hume objetó al argumento ontológico declarando que es absurdo demostrar a priori la existencia de un Dios porque no hay ser "cuya no existencia implique una contradicción". Por lo tanto, la existencia de cualquier ser sólo puede probarse mediante argumentos de su causa o de su efecto. También objetó al argumento cosmológico con crítica su la causalidad, presupuesta en el argumento, y sostuvo además que si explicasen todas las partes dentro del universo, el universo ya tendría una explicación.

#### Argumento del diseñador
Uno de los argumentos más antiguos y utilizados para demostrar la existencia de Dios es el argumento teleológico, donde todo el orden y el propósito es un indicio de diseño divino. En Investigación sobre el entendimiento humano, Hume escribió que el argumento del diseño parece depender de nuestra experiencia, y sus defensores "suponen siempre que el universo, un efecto completamente singular y sin paralelo, es la prueba de una Deidad, una causa no menos singular y sin paralelo". La filósofa Louise E. Loeb señala que Hume dice que solo la experiencia y la observación pueden ser nuestra guía para hacer inferencias sobre la conjunción entre eventos. Sin embargo, según Hume: 
No observamos ni a Dios ni a otros universos y, por lo tanto, ninguna conjunción que los involucre. No hay una conjunción observada para fundamentar una inferencia a objetos extensos o a Dios, como causas no observadas.
Hume también criticó el argumento en sus Diálogos sobre la religión natural. En esto, sugirió que, incluso si el mundo es un sistema que funciona más o menos suavemente, esto puede ser solo el resultado de las "permutaciones fortuitas de partículas que caen en un orden autosostenible temporal o permanente, que por lo tanto tiene la apariencia de diseño". Hume afirmó que el mundo es muy defectuoso e imperfecto, careciendo de diseño o de propósito hacia nosotros, como por ejemplo la existencia de plagas, enfermedades y catástrofes naturales (ver Argumento del mal diseño). Es improbable que una deidad sea omnipotente y omnibenevolente por la evidencia de sufrimiento en el mundo, formulando así una de las primeras versiones del del problema del mal evidencial.

«Permitiré que el dolor o la desdicha en el hombre sea compatible con el poder y la bondad infinitos de la Deidad, incluso en su sentido de estos atributos: ¿Qué ha avanzado en todas estas concesiones? Una mera compatibilidad posible no es suficiente. Debe probar estos atributos puros no mezclados, e incontrolables, del presente fenómeno mixto y confuso, y solo a partir de estos.»

Un siglo más tarde, la idea de un orden sin diseño se hizo más plausible gracias al descubrimiento de Charles Darwin de que las adaptaciones de las formas de vida resultan de la selección natural de las características heredadas. Para el filósofo James D. Madden, es "Hume, rivalizado solo por Darwin, [quien] ha hecho más para socavar en principio nuestra confianza en los argumentos del diseño entre todas las figuras de la tradición intelectual occidental".

Finalmente, Hume discutió una versión del principio antrópico, que es la idea de que las teorías del universo están restringidas por la necesidad de permitir la existencia del hombre en él como observador. Hume hace que su portavoz escéptico Filón sugiera que puede haber habido muchos mundos, producidos por un diseñador incompetente, a quien llamó un "mecánico estúpido". Hume escribió: 
Muchos mundos podrían haber sido estropeados y estropeados a lo largo de una eternidad, antes de que este sistema fuera tachado: mucho trabajo perdido, muchas pruebas infructuosas realizadas y una mejora lenta, pero continua, llevada a cabo durante edades infinitas en el arte de hacer mundos.
El filósofo estadounidense Daniel Dennett ha sugerido que esta explicación mecánica de la teleología, aunque "obviamente... una fantasía filosófica divertida", anticipó la noción de selección natural, siendo la "mejora continua" como "cualquier algoritmo de selección darwiniano".

#### Problema de los milagros

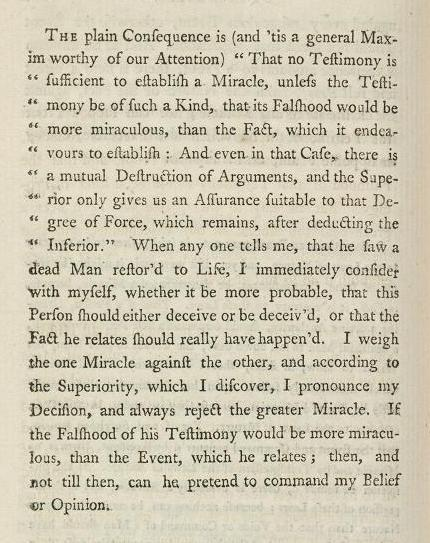
Página de Investigación sobre el entendimiento humano, Sobre los milagros: "ningún testimonio es suficiente para establecer un milagro, a menos que el testimonio sea de tal naturaleza, que su falsedad sea más milagrosa que el hecho que trata de establecer".

Para Hume, el único apoyo de la religión más allá del estricto fideísmo son los milagros. En su sección Sobre los milagros en Investigación sobre el entendimiento humano, Hume define un milagro como una violación de las leyes de la naturaleza (en el sentido instrumentalista) y, por tanto, son muy improbables, pero no imposibles. Aunque Hume deja abierta la posibilidad de que ocurran milagros y se den a conocer, tal carga de la prueba es extremadamente alta y ofreció varios argumentos específicos para pensar que esta carga nunca se ha dado diciendo que nunca es razonable pensar que han ocurrido. Otro argumento parte de que el testimonio humano nunca puede ser prueba, entendida como una gran cantidad de evidencias absolutamente uniformes, suficientemente digno de confianza para contradecir la evidencia de las leyes de la naturaleza. Con esto, Hume llega a las siguientes máximas:

«La simple consecuencia es (y es una máxima general digna de nuestra atención), "Que ningún testimonio es suficiente para establecer un milagro, a menos que el testimonio sea de tal naturaleza, que su falsedad sea más milagrosa que el hecho que trata de establecer: E incluso en ese caso hay una destrucción mutua de argumentos , y el superior sólo nos da una seguridad adecuada en ese grado"».

«Porque reconozco, que de lo contrario, posiblemente puede haber milagros, o violaciones del curso habitual de la naturaleza, de tal tipo que admitan pruebas de testimonio humano; aunque, tal vez, será imposible encontrarlo en todos los registros de la historia».

En el mejor de los casos, cualquier testimonio de un milagro solo puede ser una probabilidad, pero no una prueba. Este punto de vista se ha aplicado a la cuestión de la resurrección de Jesús, respecto a la que Hume no dudó en preguntar: «¿Qué es más probable – que un hombre ascienda de entre los muertos o que el testimonio esté, de alguna forma, errado?». Esta pregunta es similar a la navaja de Occam. Este argumento es la espina dorsal del movimiento escéptico y todavía constituye un problema para los historiadores de la religión. Esta posición ha sido descrita por Pierre-Simon Laplace como "simple sentido común". A pesar de todo esto, Hume observa que la creencia en los milagros es, citando a Lucrecio, muy popular para "la tribu con un oído ávido para los chismorreos"; por eso Hume estaba extremadamente satisfecho con su argumento contra los milagros. Afirmó: 

«Me enorgullezco de haber descubierto un argumento de naturaleza similar, que, si es justo, será, con los sabios y eruditos, un freno eterno a todo tipo de engaños supersticiosos y, en consecuencia, será útil mientras como el mundo perdura».

Similarmente en su ensayo De la inmortalidad del alma, Hume argumentó en contra de una vida después de la muerte y criticó el mecanicismo y dualismo cartesiano al decir que los animales "indudablemente sienten, piensan [...] de una manera más imperfecta que los hombres; ¿Son sus almas también inmateriales e inmortales?" y señaló la gran conexión de la mente y el cuerpo, siendo la muerte de uno el fin de los dos. Hume escribe que si aceptamos la existencia de una sustancia inmaterial, “la naturaleza la usa de la manera en que lo hace con la otra sustancia, la materia", la cual "se disuelve después de un tiempo". Argumentó por analogía con la naturaleza que el alma debería ser corruptible.
En una entrevista de Hume realizada por James Boswell en 1776 dijo que la creencia de una vida después de la muerte es "una fantasía de lo más irrazonable" y la comparó con un trozo de carbón que no se quemara puesto al fuego. Aun así, Hume postuló que si el alma fuera inmortal, "existía antes de nuestro nacimiento: y si la primera existencia no nos concierne, tampoco la segunda". Hume concluye que el único argumento a favor la inmortalidad del alma es por la revelación divina.
Se ha criticado el argumento de Hume mediante el contraargumento de que tal dictado asume el carácter de los milagros y las leyes de la naturaleza antes de examinar los milagros, lo que es una sutil forma de petición de principio. Por ejemplo, William Adams comenta que "debe haber un curso ordinario de la naturaleza antes de que algo pueda ser extraordinario. Debe haber una corriente antes de que algo pueda ser interrumpido". También se ha puntualizado que este razonamiento apela a la inferencia inductiva, problemática en la filosofía humana, pues nadie ha observado todos los acontecimientos de la naturaleza ni examinado todos los posibles milagros. Por otro lado, William Paley respondió a Hume afirmando que los testimonios sobre milagros son confiables si la vida de la persona que informa un milagro peligra por afirmar tal hecho, como es en el caso de los discípulos de Jesús. No obstante, el argumento de Hume contra los milagros ha sido muy popular y ha recibido varias reformulaciones.

### Teoría política
Es difícil clasificar las afiliaciones políticas de Hume. Sus escritos contienen elementos que son, en términos modernos, conservadores y liberales, aunque estos términos son anacrónicos. Una de las principales preocupaciones de la filosofía política de Hume es la importancia del estado de derecho. También enfatiza a lo largo de sus ensayos políticos la importancia de la moderación en la política: espíritu público y respeto a la comunidad. Sostuvo un gobierno mixto entre monarquía y republicanismo para implementar la justicia y asegurar libertades como la de prensa.
David Hume es visto como un conservador, y en ocasiones se le llama el primer filósofo conservador. Expresó su desconfianza por los intentos de reformar la sociedad para llevarla lejos de la costumbre establecida, y aconsejó a los pueblos que no se rebelasen contra sus gobernantes, excepto en casos de tiranía flagrante. En contraste, muchas de sus ideas como el gobierno limitado, la propiedad privada cuando hay escasez y el constitucionalismo, son los primeros principios del liberalismo. Thomas Jefferson prohibió la Historia de Inglaterra en la Universidad de Virginia, sintiendo que había "difundido el torysmo universal sobre la tierra". En comparación, Samuel Johnson pensó que Hume era "un conservador por casualidad [...] porque no tiene principios. Si es algo, es un hobbista". Una de las principales preocupaciones de la filosofía política de Hume es la importancia del estado de derecho. También destaca a lo largo de sus ensayos políticos la importancia de la moderación en la política, el espíritu público y el respeto a la comunidad.
Sin embargo, se resistió a tomar parte por ninguno de los partidos políticos británicos, los Whigs y los Tories, y creía que se debe equilibrar el anhelo de libertad con la necesidad de una autoridad poderosa, sin sacrificar ninguna de las dos. Apoyó la libertad de prensa y se mostró simpatizante de la democracia, aunque con restricciones. El historiador estadounidense Douglass Adair argumentó que Hume fue una gran inspiración para James Madison, en particular para El Federalista n.º 10. También se mostró optimista respecto al progreso social, pues creía que gracias al desarrollo económico que resulta de la expansión del comercio las sociedades progresaban desde la barbarie a la civilización. Según él, las sociedades civilizadas son abiertas, pacíficas y sociables, y sus ciudadanos son, en consecuencia, mucho más felices.
A lo largo del período de la Revolución Americana, Hume tuvo diferentes puntos de vista. Por ejemplo, en 1768 alentó la revuelta total por parte de los estadounidenses. En 1775, tuvo la certeza de que se produciría una revolución y dijo que creía en el principio estadounidense y deseaba que el gobierno británico los dejara en paz. La influencia de Hume en algunos de los Padres fundadores de los Estados Unidos se puede ver en la sugerencia de Benjamin Franklin en la Convención de Filadelfia de 1787 de que ningún alto cargo en ninguna rama del gobierno debería recibir un salario, que es una sugerencia que Hume había hecho en su enmienda de James Harrington en The Commonwealth of Oceana.
Hume ofreció su punto de vista sobre el mejor tipo de sociedad en un ensayo titulado Idea de la mancomunidad perfecta", que expone lo que él pensaba que era la mejor forma de gobierno. Esperaba que, "en alguna era futura, se pueda brindar la oportunidad de reducir la teoría a la práctica, ya sea mediante la disolución de algún antiguo gobierno, o mediante la combinación de hombres para formar uno nuevo, en alguna parte distante del mundo". Detallaba qué reformas se deberían acometer, que incluían la separación de poderes, descentralización, extender el sufragio a todo el que tuviera propiedades de valor y limitar el poder de la iglesia. Propuso el sistema del ejército suizo como la mejor forma de protección. Las elecciones deberían de tener lugar anualmente y los representantes del pueblo no deberían cobrar emolumentos. Los filósofos políticos Leo Strauss y Joseph Cropsey, escribiendo sobre los pensamientos de Hume sobre "el estadista sabio", señalan que él "tendrá una reverencia a lo que lleva las marcas de la edad". Además, si desea mejorar una constitución, sus innovaciones tendrán en cuenta el "tejido antiguo", para no perturbar a la sociedad.
En su ensayo Del contrato original, Hume expresó su crítica política a las teorías contractualistas de la sociedad de su época. Hume argumenta que el "estado de naturaleza" es "una mera ficción no muy distinta de la de la edad dorada inventada por los poetas" y que la mayoría de la política no se basa en un contrato social, siendo la autoridad origen de la conquista más que el consetimiento. Pero al contrario que Thomas Hobbes, Hume dice que el hombre no debe ser malo por naturaleza sólo porque no conozca la bondad.

Si predicaras, en la mayor parte del mundo, que las conexiones políticas se basan por completo en el consentimiento voluntario o en una promesa mutua, el magistrado pronto te encarcelaría, como sedicioso, por aflojar los lazos de la obediencia; si tus amigos no te callaron antes como delirante, por promover tales absurdos. Es extraño que un acto de la mente, que se supone que cada individuo ha formado, y después de que llegó al uso de la razón también, de lo contrario no podría tener autoridad; que este acto, digo, sea tan desconocido para todos ellos, que sobre la faz de toda la tierra apenas quede rastro ni recuerdo de él. [...] Casi todos los gobiernos que existen en la actualidad, o de los que queda algún registro en la historia, se han fundado originalmente, ya sea en la usurpación o en la conquista, o en ambos, sin ninguna pretensión de un justo consentimiento o sujeción voluntaria del pueblo. [...] ¿Podemos decir seriamente que un campesino pobre o un artesano tiene la libre elección de dejar su país, cuando no conoce idiomas ni modales extranjeros, y vive día a día de los pequeños salarios que adquiere? También podemos afirmar que un hombre, al permanecer en un barco, consiente libremente en el dominio del amo; aunque fue llevado a bordo mientras dormía, y debe saltar al océano y perecer en el momento en que la deja.

En el análisis político del filósofo George Holland Sabine, el escepticismo de Hume se extendió a la doctrina del gobierno por consentimiento. Señala que "la lealtad es un hábito impuesto por la educación y, en consecuencia, una parte tan importante de la naturaleza humana como cualquier otro motivo".
En la década de 1770, Hume criticó las políticas británicas hacia las colonias estadounidenses y abogó por la independencia estadounidense. Escribió en 1771 que "nuestra unión con América... por la naturaleza de las cosas, no puede subsistir por mucho tiempo".

#### Contribuciones al pensamiento económico

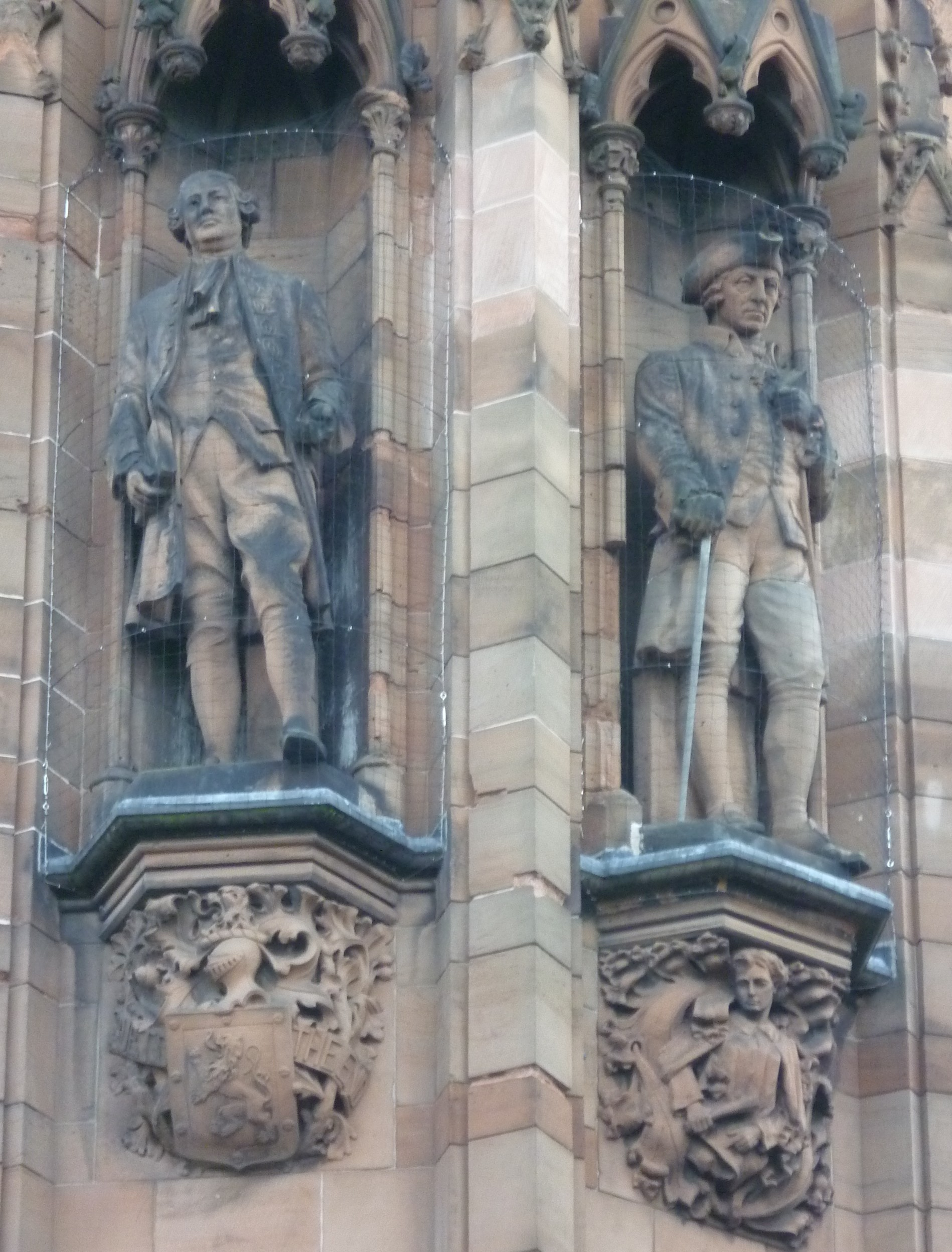
Estatuas de David Hume y Adam Smith en la fachada de la Scottish National Portrait Gallery en Edimburgo.

En el transcurso de sus argumentaciones políticas, y como conclusión de sus investigaciones históricas, Hume desarrolló muchas ideas que gozan de prevalencia en la economía, principalmente acerca de la propiedad intelectual, la inflación y el comercio exterior, que influyeron en su amigo, el economista Adam Smith.
Para Hume la propiedad privada no es un derecho natural, pero se justifica debido a la existencia de bienes limitados. Si todos los bienes fueran ilimitados y estuvieran disponibles, entonces la propiedad privada no tendría sentido. Hume creía en la distribución desigual de la propiedad, dado que la igualdad perfecta destruiría las ideas de industria y el ahorro, lo que llevaría al desabastecimiento y a la pobreza.
Hume se cuenta entre los primeros que desarrollaron la teoría llamada mecanismo de flujo especie-dinero, una idea que contrasta con el mercantilismo. Expuesto de una forma simplificada, en un sistema de patrón oro, cuando un país tiene una balanza comercial positiva (es exportador neto), incrementa sus flujos entrantes de oro. Esto resulta en una inflación interior de su nivel general de precios, que en último término erosionará la ventaja competitiva del país y reducirá sus exportaciones. De este modo, el patrón oro permitiría restaurar automáticamente el equilibrio en la balanza de pagos de un país.
Hume también propuso una teoría de la inflación beneficiosa. Creía que incrementar el suministro de dinero avivaría la producción a corto plazo. Este fenómeno estaría ocasionado por un margen entre el incremento del suministro de dinero y los precios. El resultado es que los precios no se elevarían a corto plazo y puede que no lo hicieran nunca. Esta teoría se desarrolló más tarde por John Maynard Keynes.

#### Racismo
David Hume (1711–1776) escribió esta controvertida nota al pie de página que aparece en el original de su ensayo De los caracteres nacionales:

Me inclino por sospechar que los negros son por naturaleza inferiores a los blancos. Apenas ha habido nunca una nación civilizada de ese color de piel, y ni siquiera un individuo eminente en la acción o en la especulación. No existen entre ellos fabricantes ingeniosos, y no cultivan las artes ni las ciencias. Por otra parte, los más rudos y bárbaros de los blancos, como los antiguos germanos o los tártaros actuales, tienen sin embargo algo eminente: su valentía, su forma de gobierno o algún otro particular. Una diferencia tan uniforme y constante no podría darse a la vez en tantos países y épocas si la naturaleza no hubiese establecido una diferencia original entre estas estirpes humanas. Por no mencionar nuestras colonias, hay esclavos negros dispersos por toda Europa, de los que ninguno ha mostrado jamás ningún signo de ingenio, mientras que, entre nosotros, gente baja, sin ninguna educación, llega a distinguirse en todas las profesiones. En Jamaica se habla de un negro que es un hombre de talento. Pero es probable que se le admire por logros menores, como a un loro que llega a pronunciar algunas palabras inteligibles.

Debe tenerse en cuenta que esta forma de racismo era habitual en la cultura europea de la época de Hume. Podría haber sido un 'hijo de su época' en ese aspecto, o incluso, por la forma especulativa en que esta nota está escrita, podría haber aplicado un ejemplo de una de sus propias reflexiones sobre la causalidad, tratada más arriba: una "conjunción constante" entre las personas de otras razas que conocía y los logros de las mismas.[cita requerida] El negro jamaicano, al que Hume se refería, era el poeta Francis Williams.

## Obras

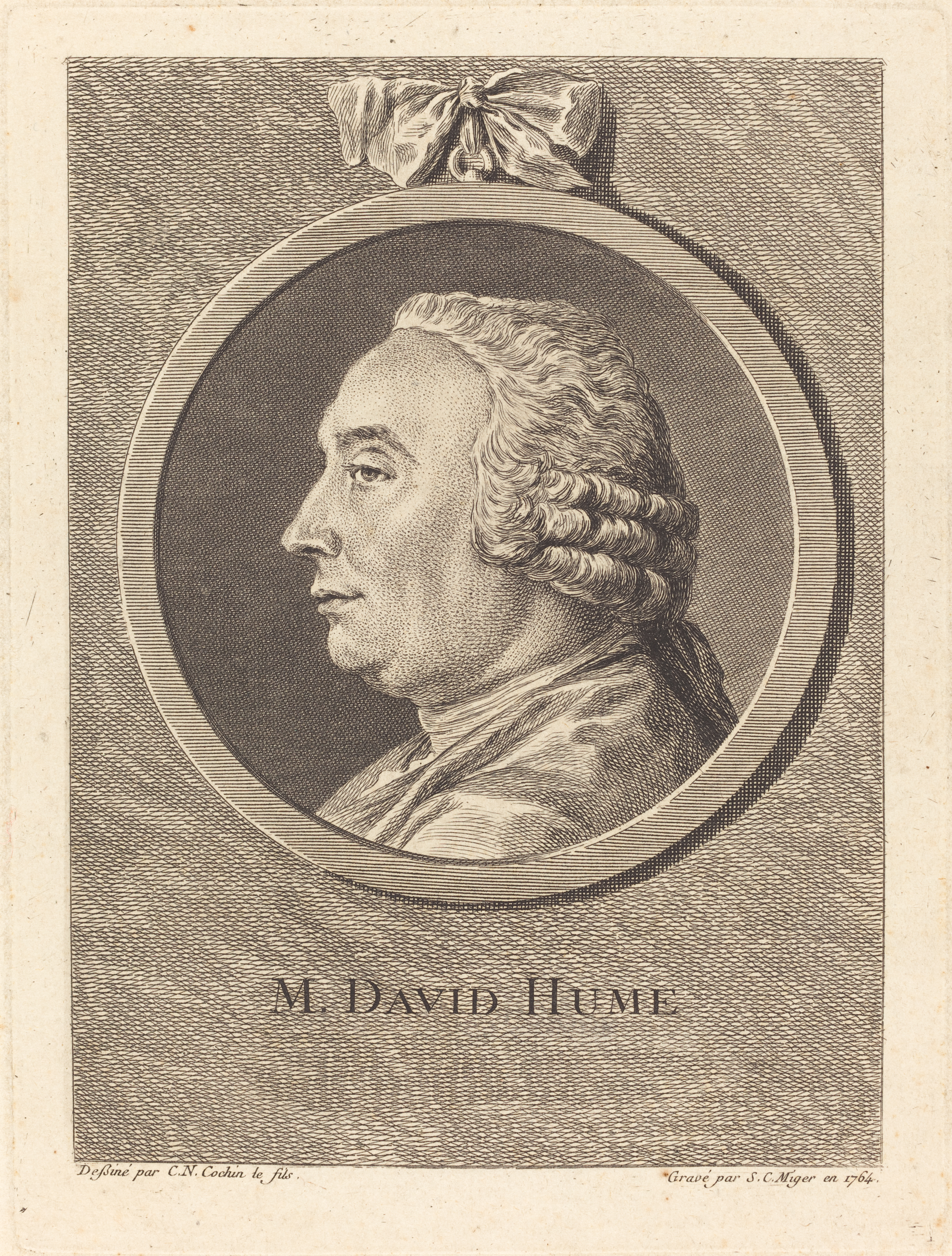
Grabado de David Hume por Simon Charles Miger en 1764.

Se puede dividir la vida de Hume en tres periodos. Aunque este género de división puede parecer algo arbitrario, es un medio mnemotécnico útil y pertinente si se apoya sobre su producción literaria y la vida misma que la provoca:
- Un periodo de estudios y de primeros trabajos que se extiende hasta 1740.
- Un periodo activo de viajes y de resultados, de 1740 a 1769.
- Un periodo de retraimiento de 1769 a 1776.

Aunque el pensamiento de Hume permaneció bastante homogéneo durante toda su vida la manera según la cual este lo desarrolló estuvo lejos de ser siempre la misma. Así, el primer periodo es el de la redacción del Tratado de la naturaleza humana, libro-faro en que su pensamiento se encuentra ya casi enteramente concentrado; en el segundo los ensayos y los libros se suceden, pero por la ruta y objetivos fijados en el Tratado en numerosos temas; ya en el tercero Hume se consagra más a la relectura y mejora de los escritos precedentes y a la redacción de libros póstumos como los Diálogos sobre la religión natural.
- Historia amable de mi vida (1734) Biblioteca Nacional de Escocia

Una carta a un médico en la que se pide consejo acerca de la "Enfermedad de lo aprendido" que le aflige. En esta obra declara que a los dieciocho años de edad «pareció abrirse ante mí una nueva área del pensamiento..» que le hizo «abandonar otro placer u ocupación» y le condujo a la búsqueda de la erudición.
- Tratado sobre la naturaleza humana: Un intento de introducir el método de razonamiento experimental en las cuestiones morales. (1739–1740)
  - Libro 1: "Del entendimiento" Tratado que comprende desde el origen de las ideas a su división.
  - Libro 2: "De las pasiones" Tratado de las emociones.
  - Libro 3: "De la moral" Ideas morales, justicia, obligaciones, benevolencia.

Hume esperó a ver si el Tratado alcanzaba el éxito, y de ser así lo completaría con libros dedicados a la política y a la crítica. Sin embargo, no lo logró, así que nunca lo completaría.
- Resumen de un libro recientemente publicado: Titulado Tratado sobre la naturaleza humana (1740)

En ocasiones atribuido a Adam Smith, en la actualidad se cree que fue un intento de Hume de popularizar su Tratado.
- Ensayos sobre moral y política (primera edición: 1741-1742)

Colección de ensayos escritos durante muchos años y publicados en varios volúmenes antes de ser reunidos en uno hacia el final de la vida de Hume. Estos ensayos pueden resultar confusos por la gran variedad de asuntos de los que tratan: cuestiones de juicio estético, la naturaleza del gobierno británico, el amor, el matrimonio, la poligamia o la demografía de las antiguas Grecia y Roma, por enumerar solo unos pocos de los temas considerados. Sin embargo, hay temas recurrentes, como la cuestión de qué constituye el "refinamiento" en materias de gusto estético, educación y moral. Los ensayos están escritos imitando inequívocamente el estilo de Joseph Addison, a quien Hume leyó con avidez en su juventud.
- Cartas de un caballero a su amigo de Edimburgo: Edimburgo (1745).
- Investigación sobre el entendimiento humano (1748)

Contiene revisiones de los puntos principales del Tratado, Libro 1, con la adición de material sobre el libre albedrío, milagros, y el argumento del diseñador.
- Investigación sobre los principios de la moral (1751)

Otra revisión de temas tratados en el Tratado con un enfoque más didáctico. Hume lo consideró el mejor de sus trabajos filosóficos, tanto por sus ideas filosóficas como por su estilo literario
- Discursos políticos Edimburgo (1752).

Incluido en Ensayos y Tratados de muchos asuntos (1753-1756) reimpreso en 1758-1777.
- Cuatro disertaciones: Historia natural de la religión. De las pasiones. De la tragedia. Del criterio del gusto Londres (1757).

Incluido en Ensayos y Tratados de muchos asuntos
- Historia de Inglaterra (1754-1762)

Se puede considerar como una colección de libros en lugar de como un único trabajo. Es un trabajo monumental que comprende «desde la invasión de Julio César a la revolución de 1688». Esta obra le aportó a Hume casi toda la fama que se granjearía en vida, editándose más de un centenar de veces. Muchos la consideran "la" historia de Inglaterra hasta la publicación de la Historia de Inglaterra de Thomas Macaulay.
- Historia natural de la religión (1757)
- Mi vida (1776)

Escrita en abril, poco antes de morir, esta autobiografía fue realizada con la intención de incluirla en una nueva edición de Ensayos y tratados de muchos asuntos.
- Diálogos sobre la religión natural (1779)

Publicada póstumamente por su sobrino, también llamado David Hume. Es una discusión entre tres personajes de ficción que esgrimen argumentos para probar la existencia de Dios, tratando con detenimiento el argumento del diseño. A pesar de una cierta controversia, la mayor parte de los estudiosos de Hume están de acuerdo en que la postura de Philo, el más escéptico de los tres, es la más cercana a la del propio Hume.

## Legado
Debido a la gran influencia de Hume en la filosofía contemporánea, una gran cantidad de enfoques en la filosofía y la ciencia cognitiva contemporáneas se denominan hoy "Humeanos".
Los escritos de Thomas Reid, un filósofo escocés y contemporáneo de Hume, fueron a menudo críticos con el escepticismo de Hume. Reid formuló su filosofía del sentido común, en parte, como una reacción contra las opiniones de Hume.
Hume influyó y fue influenciado por el filósofo cristiano Joseph Butler. Hume quedó impresionado por la forma de pensar de Butler sobre la religión, y Butler bien puede haber sido influenciado por los escritos de Hume.
La atención a las obras filosóficas de Hume creció después de que el filósofo alemán Immanuel Kant, en sus Prolegómenos a toda metafísica futura que pueda presentarse como ciencia (1783), atribuyera a Hume el haberlo despertado de su "sueño dogmático" de la razón.
Según Arthur Schopenhauer, "se puede aprender más de cada página de David Hume que de las obras filosóficas recopiladas de Hegel, Herbart y Schleiermacher juntas".
Al tener dudas considerables acerca de si Hume estaba expresando únicamente sus opiniones superficiales en lugar de expresar su personalidad completa, Alfred Edward Taylor (1927) dudó sobre si Hume era en efecto un gran filósofo o solo un hombre extraordinariamente lúcido.
Alfred Jules Ayer (1936) al introducir su exposición clásica del positivismo lógico, declaró que «los puntos de vista expuestos en este tratado son el resultado del empirismo de Berkeley y Hume».
Albert Einstein, en 1915, escribió que se inspiró en el positivismo de Hume al formular su teoría de la relatividad especial.
Tanto Bertrand Russell (1946) como Leszek Kołakowski (1968), vieron a Hume como un positivista que sostenía la opinión de que el conocimiento proviene solo de la experiencia, de las impresiones de los sentidos y (más tarde) del sense datum y que el conocimiento obtenido de otra forma era un sinsentido. Albert Einstein (1915) declaró que el positivismo de Hume le inspiró al formular su teoría especial de la relatividad. Bertrand Russell elaboró el análisis de Hume del problema en su trabajo Los problemas de la filosofía, desechado la noción de causación aduciendo que es un tipo de superstición.
En 1953, Gilles Deleuze le dedica una monografía titulada Empirismo y Subjetividad. 
Anderson (1966), al discutir los primeros principios de Hume, que dicen que todos los gobiernos y toda la autoridad de las mayorías sobre las minorías están fundamentados en el derecho al poder y el derecho de la propiedad concluyó que Hume fue un materialista.
Karl Popper (1970) puntualizó que dado el idealismo humeano le resultaba una refutación estricta del realismo del sentido común, y que aunque sentía racionalmente que el realismo del sentido común es un error, admitía que en la práctica era incapaz de dejar de creer en él durante más de una hora, Hume era un realista del sentido común. El problema de la inducción de Hume también fue de fundamental importancia para la filosofía de Popper. En su autobiografía, Unended Quest, escribió: "El conocimiento... es objetivo ; y es hipotético o conjetural. Esta forma de ver el problema me permitió reformular el problema de la inducción de Hume". Esta idea dio como resultado la principal obra de Popper, La lógica de la investigación científica. En sus Conjeturas y Refutaciones, escribió: 
Abordé el problema de la inducción a través de Hume. Sentí que Hume tenía toda la razón al señalar que la inducción no puede justificarse lógicamente.
El teólogo y filósofo danés Søren Kierkegaard adoptó "la sugerencia de Hume de que el papel de la razón no es hacernos sabios sino revelar nuestra ignorancia", aunque tomándolo como una razón de la necesidad de la fe religiosa o fideísmo. El "hecho de que el cristianismo es contrario a la razón... es la condición previa necesaria para la verdadera fe". El teórico político Isaiah Berlin, quien también ha señalado las similitudes entre los argumentos de Hume y Kierkegaard contra la teología racional, ha escrito sobre la influencia de Hume en lo que Berlin llama la contra-Ilustración y en el antirracionalismo alemán. Berlin también dijo una vez de Hume que "ningún hombre ha influido en la historia de la filosofía en un grado más profundo o perturbador".
Edmund Husserl (1970), asoció la fenomenología con Hume cuando mostró que ciertas percepciones están relacionadas o asociadas con otras percepciones que se proyectan en un mundo putativo fuera de la mente.
Barry Stroud (1977) consideró a Hume un naturalista, al decir que veía todos los aspectos de la vida humana explicables naturalistamente. Situó al hombre en el mundo de la naturaleza, interpretable por tanto según la ciencia, en conflicto con la idea tradicional que considera al hombre un sujeto racional disociado de la naturaleza.
Flew (1896) dirigió su atención al escepticismo moral y lógico de Hume y le denominó escéptico pirroniano.
Hume fue denominado el "profeta de la revolución de Ludwig Wittgenstein" por Philipson (1989), al referirse a su consideración de que la matemática y la lógica son sistemas cerrados, tautologías que no tienen relación con el mundo de la experiencia.
Al tratar a Hume de neohelenista, Phenelum (1993) le consideró continuador de las tradiciones estoica, epicúrea y escéptica, pues Hume tenía en común con estas corrientes su creencia de que debemos entender nuestra propia naturaleza antes de tratar cualquier otro asunto.
Norton (1993) aseguró que Hume fue "el primer filósofo postescéptico de la era moderna". Hume desafió la certeza de los cartesianos y otros racionalistas, que trataban de refutar el escepticismo, y además emprendió la tarea de articular una nueva ciencia de la naturaleza humana que proporcionase unos fundamentos estables para el resto de ciencias, incluidas la moral y la política.
Fogelin (1993) concluyó que Hume fue un "perspectivista radical", similar a Protágoras. Se refirió a las palabras de Hume en las que declaraba que sus escritos exhibían «una propensión que nos inclina a a lo positivo y cierto en puntos particulares, de acuerdo a la luz bajo la que los examinamos en cada instante particular» (T 1.4.7, 273).
Hume se refería a sí mismo como «escéptico mitigado» (IEH, 162, la cursiva es suya).
Morris y Brown (2019) escriben en la entrada de Hume de la Stanford Encyclopedia of Philosophy que Hume es "generalmente considerado como uno de los filósofos más importantes para escribir en inglés".

### Polémica
En 2020, consecuencia del movimiento Black Lives Matter, la Universidad de Edimburgo cambió el nombre de la hasta entonces llamada “Torre David Hume” en vista de la revisión que hizo en 1753 a su ensayo Of National Characters, consistente en añadir las frases «Tiendo a sospechar que los negros son naturalmente inferiores a los blancos» y «casi nunca hubo una nación civilizada de esa complexión, ni siquiera un individuo eminente», así como, en una serie de cartas, insistir a un conocido que comprara esclavos en Granada.
La institución expresó en un comunicado: «es importante que los campus, los planes de estudio y las comunidades reflejen la diversidad histórica y contemporánea de la universidad y se comprometan con su legado institucional en todo el mundo», y agregó que la decisión se tomó debido a la dificultad «de pedir a los estudiantes que utilicen un edificio que lleva el nombre del filósofo del siglo XVIII cuyos comentarios sobre cuestiones raciales, aunque no eran infrecuentes en ese momento, hoy provocan angustia».

## Reconocimientos
- El cráter lunar Hume lleva este nombre en su memoria.